# Ioan Sabău
Ioan Ovidiu Sabău (Aranyosgyéres, 1968. február 12. –) román válogatott labdarúgó, edző.
A román válogatott tagjaként részt vett az 1990-es világbajnokságon és az 1996-os Európa-bajnokságon.

## Sikerei, díjai
Dinamo București
- Román bajnok (1): 1989–90
- Román kupa (1): 1989–90

Feyenoord
- Holland kupa (2): 1990-91, 1991–92
- Holland szuperkupa (1): 1991

Rapid București
- Román bajnok (2): 1998-99, 2002–03
- Román kupa (1): 2001-02